# Pont-de-Buis-lès-Quimerch
Pont-de-Buis-lès-Quimerch é uma comuna francesa na região administrativa da Bretanha, no departamento Finisterra. Estende-se por uma área de 41,64 km². Em 2010 a comuna tinha 3 858 habitantes (densidade: 92,7 hab./km²).